# أنيت وودورد
أنيت وودورد (بالإنجليزية: Annette Woodward) هي لاعبة رماية أسترالية، ولدت في 8 نوفمبر 1947 في ملبورن في أستراليا.

## وصلات خارجية
- أنيت وودورد على موقع الاتحاد الدولي (الإنجليزية)
- أنيت وودورد على موقع أوليمبيديا (الإنجليزية)
- أنيت وودورد على موقع اللجنة الأولمبية الأسترالية (الإنجليزية)
- أنيت وودورد على موقع اتحاد ألعاب الكومنولث (مؤرشف) (الإنجليزية)